# Horti Sallustiani
Gli Horti Sallustiani (i Giardini di Sallustio) erano i giardini fatti edificare dallo storico e senatore della repubblica romana Gaio Sallustio Crispo nel I secolo a.C., sembra grazie ai fondi illecitamente ottenuti durante la sua propretura in Africa Nova. I giardini si estendevano in una vasta area nella zona nordorientale di Roma, in quella che sotto Augusto sarebbe divenuta la Regio VI; l'area era compresa tra i colli Pincio e Quirinale, tra il proseguimento della via Alta semita (attuale via XX Settembre), la via Salaria, le Mura Aureliane e l'attuale via Veneto, poco dopo la Porta Salaria. Con gli Horti Sallustiani terminava la serie di giardini fra il Campo Marzio e Porta Collina, una parete ininterrotta di verde fino al Pincio, considerata zona riservata a ville, data la particolare configurazione del terreno in pendio, separato da Campo Marzio ed, egualmente, dalla campagna, attraverso una depressione oggi nota come viale del Muro Torto: nella pianura la serie di sepolture (fra cui quella di Nerone) separava i giardini dalla campagna circostante.
L'area dove oggi si estendono i resti della dimora dello storico prende il nome di rione Sallustiano.

## Storia

### Glihortinell'antica Roma
I romani erano soliti chiamare horti (al singolare hortus) le abitazioni dotate di un grande giardino (hortus in latino significa proprio "giardino"), costruite entro la cerchia urbana, ma in aree suburbane. Erano un luogo di piacere, in cui era possibile vivere isolati e nella tranquillità, ma senza la necessità di allontanarsi troppo dalla città. Roma si andava espandendo, a partire dal periodo giulio-claudio, premendo sulla vicina campagna: la periferia dei tempi di Scipione Emiliano e di Pompeo diventava il centro della città e intere zone private sarebbero sparite per dar posto alle case d'abitazione, a edifici pubblici o a parchi per la comunità, un fenomeno comune all'elefantica espansione delle città di tutti i tempi.
La parte più importante degli horti era senza dubbio la vegetazione, molto spesso foggiata secondo forme geometriche o animali, secondo i dettami dell'ars topiaria. Tra il verde si trovavano spesso padiglioni, porticati per passeggiare al riparo dal sole, fontane, terme, tempietti e statue, spesso repliche di originali greche.
Il primo a dare origine a questa moda fu il ricchissimo Lucullo, che si fece costruire una lussuosa dimora sul colle del Pincio, a Roma; subito dopo seguì il suo esempio Sallustio.

### GliHorti Sallustiani
I famosi Horti Sallustiani furono tra le ville più fastose tra la fine del periodo repubblicano fino ad epoca tardo imperiale; ricordati dalle fonti letterarie, sorgevano in una vasta zona fra le più suggestive di Roma: un luogo suburbano e panoramico tra il Pincio e il Quirinale, affacciato verso il centro cittadino. Lo stesso Cesare era rimasto colpito da tale bellezza tanto da destinarla a sua sontuosa residenza. Alla sua morte la proprietà fu acquistata dallo storico Sallustio, uno tra gli amici più cari, di cui è noto l'immenso patrimonio accumulato come propretore in Numidia. Fu per questo accusato e processato; l'intervento di Cesare salvò questo singolare esponente della cultura del tempo, costretto a pagare solo una multa salatissima. Sallustio volle impiegare i suoi, forse illeciti, guadagni nell'acquisto di questa splendida villa sul Quirinale, dove amò isolarsi nel suo "volontario esilio letterario".

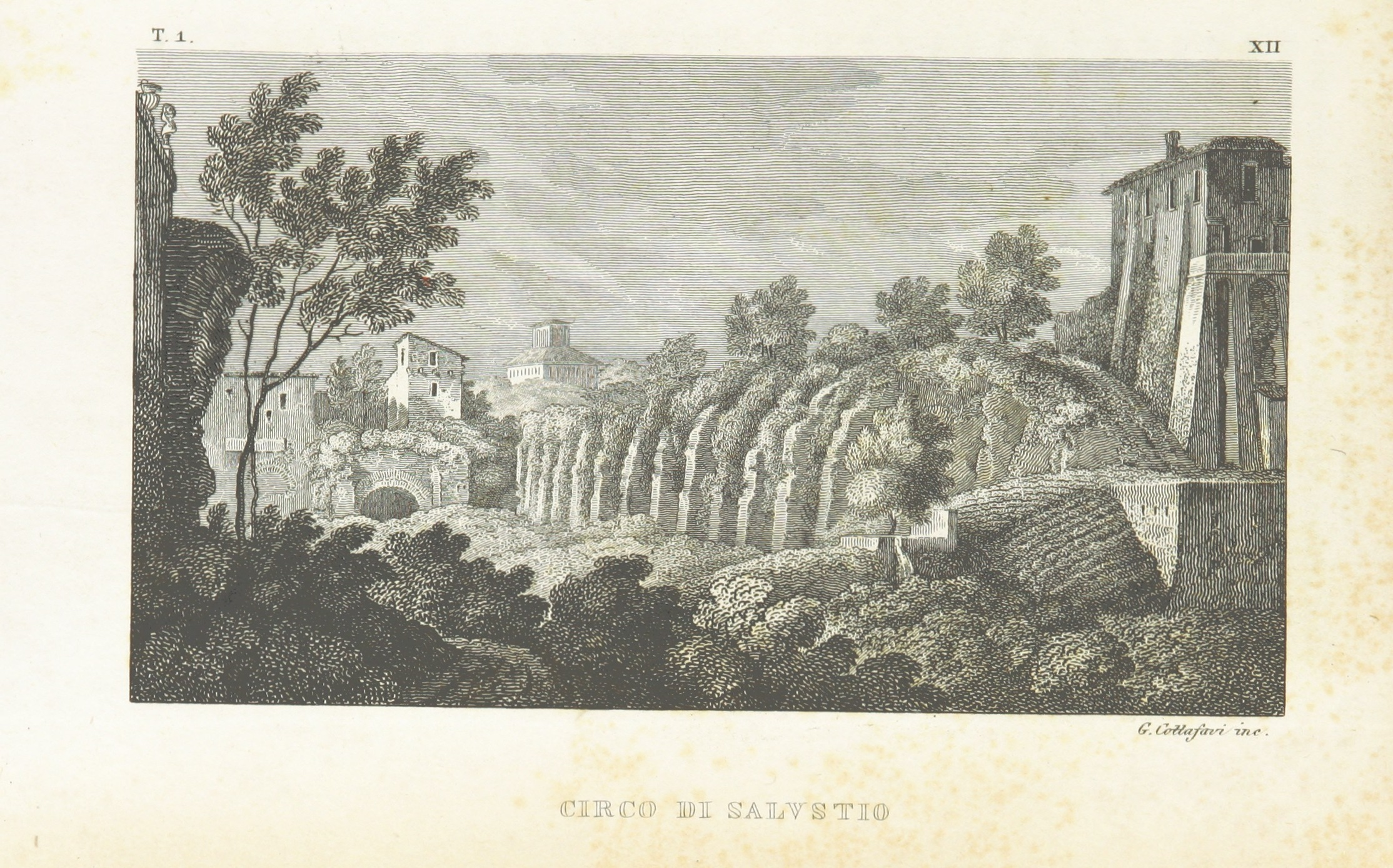
Gaetano Cottafavi, Circo di Sallustio, incisione

Nel 36 a.C., alla morte dello storico, la residenza passò in proprietà all'omonimo pronipote, da lui adottato, poi al figlio adottivo di questi, Gaio Sallustio Passieno Crispo, e infine alla moglie di questi, Agrippina minore; alla sua morte gli horti sul Quirinale passarono a Tiberio nel 21 d.C., cioè al demanio imperiale. Da allora i giardini vennero ampliati ed abbelliti più volte, restando sempre nel demanio imperiale. Molti imperatori la scelsero come dimora temporanea, in alternativa alla sede ufficiale sul colle Palatino.
Vespasiano vi soggiornava volentieri e Nerva vi morì; qui nel 69 d.C. si erano svolti i duri combattimenti che avevano visto trionfare l'esercito di Vespasiano. Questi, inoltre, in linea con la sua politica rivolta a offrire al pubblico godimento gli spazi riservati alla casa imperiale, trasformò i monumentali giardini di Sallustio in parco pubblico.  Poi gli imperatori Adriano e Aureliano vi fecero fare altri importanti lavori. Quest'ultimo in particolare fece costruire una porticus miliarensis, probabilmente un complesso di portico, giardino e maneggio, dove si recava a cavalcare. La particolare posizione degli horti per controllo in questo settore degli accessi in città indusse Aureliano a costruire la sua cinta muraria su di un antico tracciato, che delimitava il complesso residenziale da una zona a destinazione sepolcrale. Altri restauri vennero effettuati nel III secolo.
Quando nel 410 vi fu il sacco di Roma da parte dei Visigoti, comandati dal re Alarico I e che entrarono proprio dalla Porta Salaria, la villa subì gravissimi danni e non fu più ricostruita, come testimonia Procopio nel VI secolo. La documentazione archeologica, utile alla ricostruzione dei famosi giardini sallustiani, è assai frammentaria per quanto ci viene testimoniato dalla letteratura antica. Dobbiamo riferirci soltanto alla monumentale e splendida sistemazione adrianea, in quanto risultano poco chiare le notizie sul più antico impianto degli horti.

## Descrizione
Si estendevano nell'area compresa fra il vicus Portae Collinae, la via Salaria Nova (via Piave), in direzione delle Mura Aureliane; a est confinavano lungo l'asse dell'odierna via Veneto e il vicolo San Nicola da Tolentino. Erano disposti a gradoni lungo le pendici del Quirinale, come in una "scenografica architettura di verde" che si adattava alla conformazione del terreno e alle strutture architettoniche che conferivano al paesaggio un aspetto artificiosamente naturale. La presenza di grande quantità d'acqua, nella zona dove sorgeva la fons Cati, e il torrente denominato amnis Petronia, favorivano, con appropriate soluzioni tecniche, il mantenimento di piante e lussureggianti vegetazioni. Le piante di Pirro Ligorio (1561), di Cartaro (1576) e di Dupérac (1577) mostrano un paesaggio non molto diverso da quello antico, allorché Sisto V, con la conduzione dell'Acqua Felice (antica Alessandrina) diede nuovo impulso alla zona con splendide residenze gentilizie, immerse nel verde delle vigne. Pirro Ligorio, e così altri topografi, come il Nolli e Lanciani, hanno fatto riferimento all'esistenza di un Circo di Flora identificabile con un giardino conformato a guisa di circo.

### Attuali resti

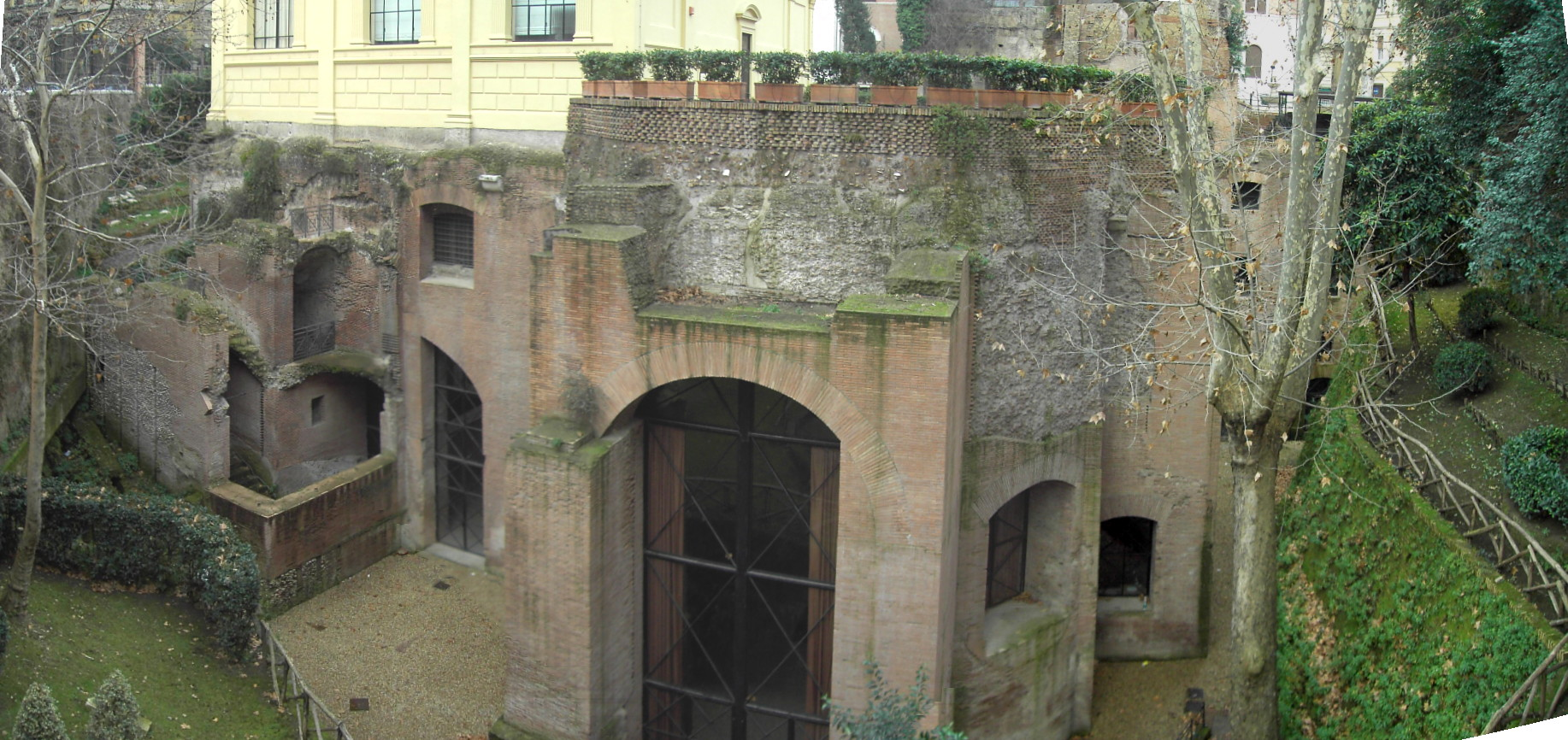
Resti nell'attuale Piazza Sallustio

Uno dei nuclei principali si trovava in fondo alla valle che divideva il Quirinale dal Pincio, sostenuto da potenti muraglioni a arcate e contrafforti appoggiati alle mura serviane, dove oggi corre la via Sallustiana. L'edificio, i cui resti sono nella zona dell'attuale piazza Sallustio, doveva essere simile al Canopo di villa Adriana: al centro della piazza, 14 metri sotto il livello attuale, ne sono stati scavati i resti, poggianti sulla collina retrostante e collegati ad altri resti di edifici scarsamente conservati. La parte principale dell'edificio era una grande sala circolare (11,21 metri di diametro per 13,28 di altezza), coperta da cupola a spicchi alternati concavi e piani (una forma molto rara, riscontrata solo nel serapeo di villa Adriana). Le pareti ospitano tre nicchie per lato, due delle quali erano aperte come passaggi per ambienti laterali. Pochi anni dopo la costruzione, le nicchie restanti vennero chiuse e coperte da incrostazioni marmoree, che coprivano anche le pareti. Anche il pavimento era marmoreo, mentre la cupola e la parte alta delle pareti erano decorate da stucchi. Tra l'altro, una grandiosa sala basilicale era inquadrata da due fabbriche laterali che si ergevano su due piani, mentre superiormente l'edificio si chiudeva con un'ampia terrazza panoramica, legata a un ballatoio.
Si accedeva alla sala rotonda da un vestibolo rettangolare, al quale corrispondeva un ambiente simmetrico sull'altro lato, attraverso il quale si accede a una sala rettangolare in asse, fiancheggiata da due sale minori di forma allungata. Sul lato nord della sala circolare si trovano altri ambienti e una scala che permetteva di recarsi ai piani superiori.
A sud si trova un ambiente coperto di forma semicircolare e diviso in tre zone con tramezzi, due delle quali conservano ancora mosaici antichi in bianco e nero e resti di pitture parietali probabilmente stese in un secondo momento; il terzo ambiente verso sud, è occupato da una rampa di scale per i due piani superiori, mentre quella nord era inframmezzata con un ambiente usato come latrina. La facciata di questo emiciclo è frutto in larga parte dei restauri del XIX secolo.
I bolli laterizi di questo edificio confermano una datazione posteriore al 126; si doveva probabilmente trattare di una cenatio estiva, come il modello simile di Villa Adriana a Tivoli. La datazione è particolarmente significativa perché ci permette di conoscere gli sviluppi dell'architettura privata imperiale dopo la Domus Augustana, cogliendo le profonde evoluzioni rispetto al modello della Domus Aurea nel corso di poco meno di cinquant'anni, con influenze dall'architettura civile a più piani conosciuta a Ostia e Roma stessa.
I resti dell'attuale Piazza Sallustio si trovano oggi su un terreno di proprietà della Techno Holding (una società del sistema Camere di Commercio – Unioncamere). A partire dal 1999 si trascinò una controversia tra l'Unione italiana delle Camere di Commercio e la Soprintendenza per i Beni Archeologici sui diritti di proprietà e sulle responsabilità per il restauro e la conservazione della struttura. L'Unioncamere aveva effettuato un restauro - non completo - con una spesa di quattro miliardi di lire ma si aspettava un contributo dello stato che però non si fece vedere. Il complesso di Piazza Sallustio è stato trasformato dall'Unioncamere in un Centro per congressi ed eventi vari.
Tra gli altri resti di edifici del complesso Horti Sallustianic'è un criptoportico decorato da pitture, oggi nel garage dell'Ambasciata Americana dal lato su via Friuli, e un muro a nicchie lungo via Lucullo. Nel collegio Germanico si trova poi una grandiosa cisterna adrianea, all'angolo fra via San Nicola da Tolentino e via Bissolati, composta da due piani: il primo, alto 1,80 metri, fa da sostruzione al secondo, che organizzato su quattro navate parallele intercomunicanti (complessivamente 38,55 x 3,30 metri).
Faceva parte del complesso anche il tempio di Venere Ericina, che sorgeva sul fondo della valle, delineato da Pirro Ligorio in una veduta prospettica. Il tempietto, collocato nel parco, ricorda una tholos ellenistica, tipologia assai diffusa in età tardo repubblicana ed elemento tipico delle grandi ville suburbane. Il significato sacrale di un tempio connesso ad Afrodite, dea dell'amore, della fecondità e della natura, e quindi protettrice degli horti, si adattava a una grande villa come il complesso sallustiano, che sta "ai confini tra il pubblico e il privato". Inoltre gli horti ospitavano anche il Circo di Sallustio.

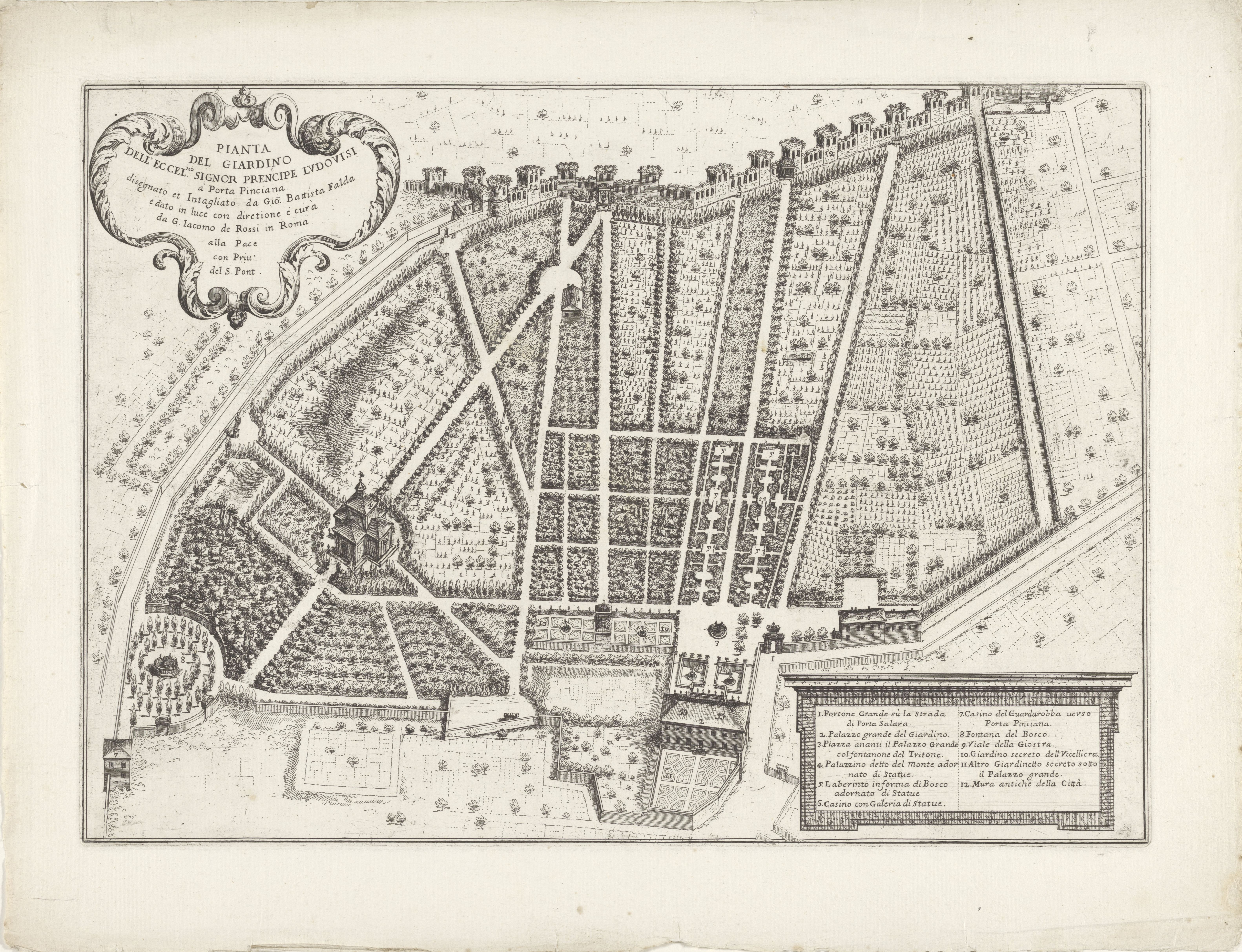
Map of Ludovisi Gardens

### I rinvenimenti durante la costruzione di Villa Ludovisi
Durante i lavori per l'impianto di vigne cinquecentesche, e soprattutto per la costruzione di Villa Ludovisi (fra cui il colossale acrolito di una divinità della Magna Grecia, il gruppo dei Galati, quello di Oreste ed Elettra, e le grandi erme raffiguranti Eracle, Dioniso, Atena, Teseo, Hermes, un discobolo), e che arricchirono il Louvre (come l'Ermafrodito Borghese), e il museo del Prado.

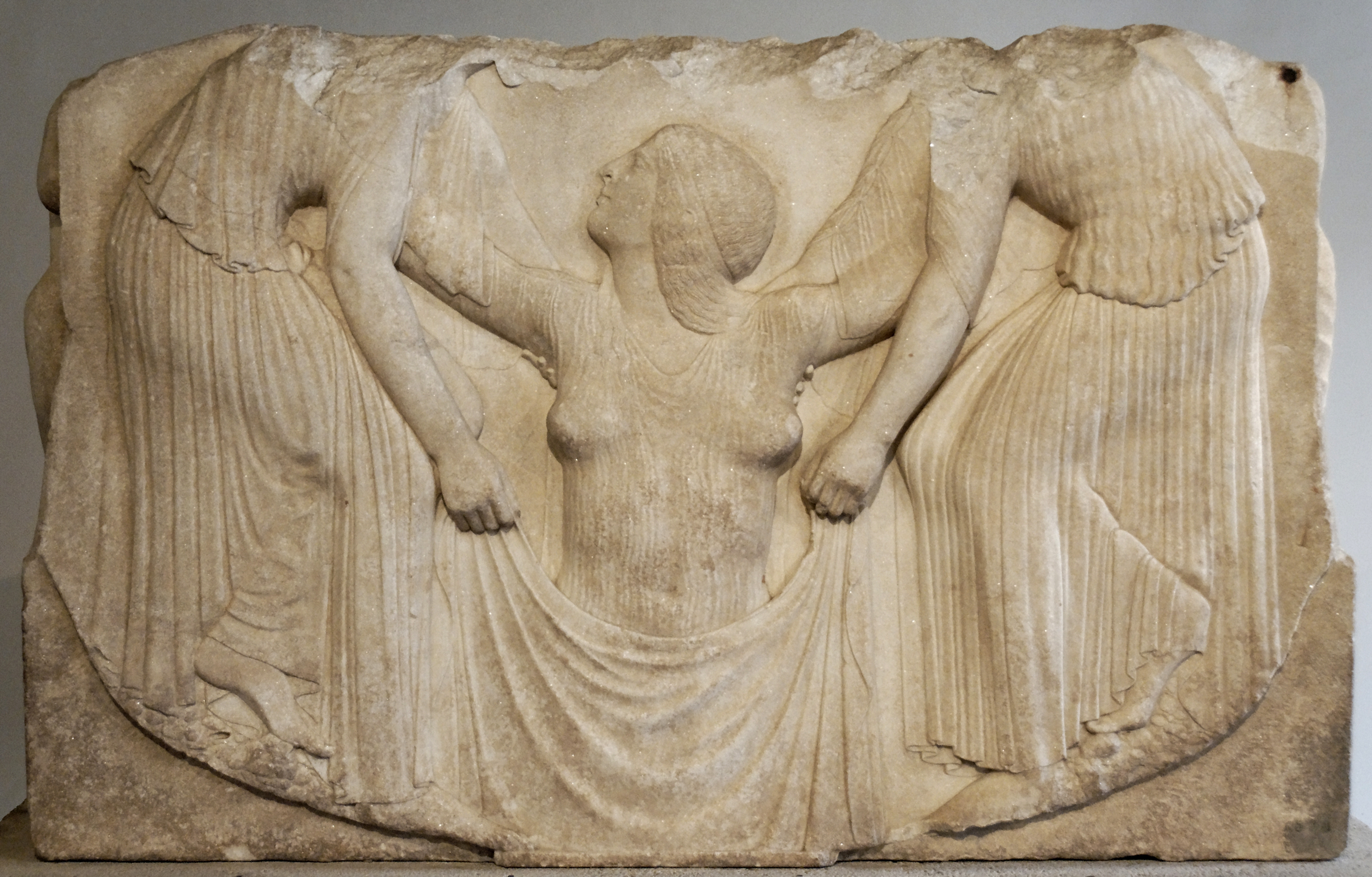
Il trono Ludovisi, custodito nel Palazzo Altemps

Testimonianza dell'importanza e della ricchezza degli Horti Sallustiani sono le grandi opere d'arte rinvenute, nonostante le numerose trafugazioni avvenute nel corso dei secoli. Da qui proviene l'obelisco Sallustiano, fatto erigere da Aureliano, copia romana di quello innalzato da Augusto nel Circo Massimo, oggi davanti a Trinità dei Monti, e il suo basamento di granito, oggi nei giardinetti dell'Ara Coeli. Anche il trono Ludovisi e la grande testa femminile detta "Acrolito Ludovisi", entrambi al Museo Nazionale Romano, provengono da questi paraggi, forse da bottini di guerra conservati nel tempio di Venere Ericina, oltre ai due raffinati colossi del faraone Tolomeo II e della regina Arsinoe II, oggi al Museo gregoriano egizio.
La febbre edilizia per la realizzazione di Roma capitale, dopo il Settanta, colpì anche la sistemazione a verde della zona per far posto al nuovo quartiere Ludovisi, con la conseguente distruzione di ville che popolavano il Quirinale: fu un'occasione perduta e irripetibile per la conoscenza archeologica del sito. Quasi tutte le opere rinvenute nel nuovo quartiere furono vendute ai grandi collezionisti d'Europa e d'America, primo fra tutti Jacobsen, fondatore della Gliptoteca di Copenaghen, con la mediazione di antiquari e mercanti d'arte che si adoperarono per l'esportazione illecita, violando l'editto Pacca sulla tutela delle opere rinvenute. Scompariva, così, una realtà archeologica dei giardini di Sallustio. Un attento lavoro di identificazione di numerose opere conservate nei musei italiani e stranieri in rapporto alla loro originaria collocazione ha permesso di ritrovare o rintracciare la decorazione degli antichi Horti Sallustiani.

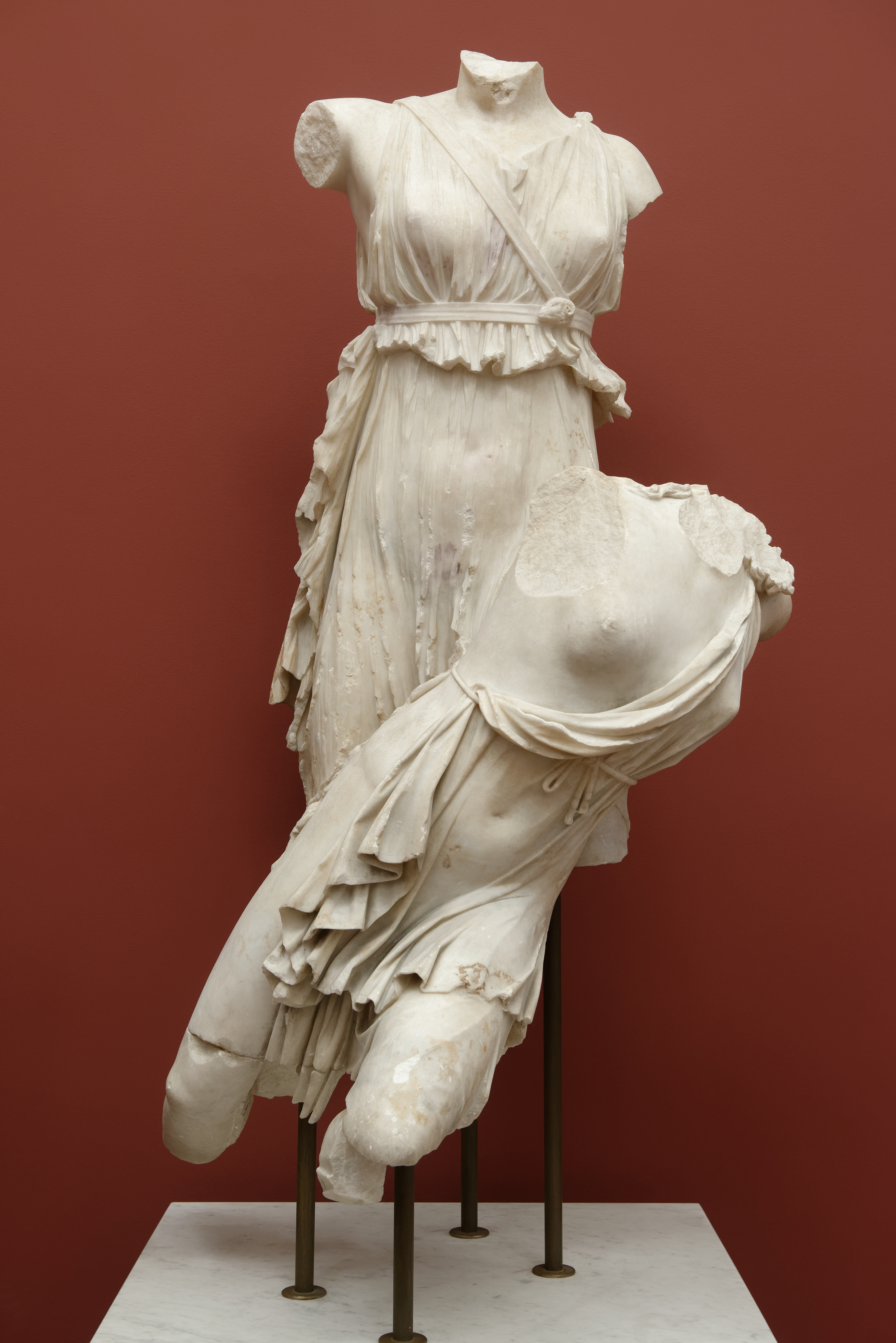
Artemide e Ifigenia con la cerva, Ny Carlsberg Glyptotek, Copenaghen.

### Rinvenimenti successivi
Gli scavi portarono alla scoperta di una sala rettangolare riferibile a un ninfeo, con le pareti incrostate di smalti, pomici e conchiglie, che incorniciavano piccoli paesaggi, e le tipiche scene con animali e fiori, dipinti a vivaci colori, e una veduta campestre, con casolari e pastori. La decorazione scultorea comprendeva un altare rotondo con quattro Geni delle Stagioni e il bellissimo gruppo di Artemide e Ifigenia con la cerva, ora a Copenaghen. Il ninfeo (parzialmente esplorato) sembra riferibile al rinnovamento adrianeo degli horti e del grande palazzo residenziale.
Non sembra che la Nike Ludovisi, rinvenuta nei pressi, sia da mettere in relazione con l'apparato decorativo del ninfeo; nell'area comunque fu rinvenuto, alla fine del secolo scorso, un altro originale greco portato a Roma, cioè il famoso Trono Ludovisi (fra via Sicilia e l'incrocio con via Abruzzi); è possibile che ambedue le opere abbiano un legame con il Tempio di Venere Ericina, non inglobato nella grande proprietà sallustiana, nella sua fase originaria, laddove una suggestiva ipotesi colloca il Trono nel santuario siciliano di Locri, destinato a Venere; inoltre alcuni versi di Ovidio lasciano intendere il trasferimento della statua di culto a Roma, dalla Sicilia. Problematiche, dunque, che non chiariscono l'impiego di queste sculture nel ninfeo sallustiano, svolgendo un ruolo puramente decorativo di arredo dei grandi giardini. È questo anche il caso dei Niobidi degli Horti Sallustiani, che dovevano decorare il frontone di un tempio greco (il Giovinetto ferito a morte e la Fanciulla che fugge sono conservati a Copenaghen, mentre la bellissima Niobe inginocchiata si trova al Museo delle Terme a Roma). In questo caso, come in altri, le sculture furono rinvenute in luoghi difficilmente accessibili, veri nascondigli, forse creati per essere preservati dalle incursioni barbariche che devastarono la zona del V secolo d.C.
L'archeologia attuale si interroga su un affascinante quesito: gli originali greci svolgevano un ruolo decorativo, finalizzato al semplice ornamento dei giardini, oppure erano stati impiegati nella loro funzione sulla fronte di un edificio templare? E ancora, se il gruppo dei Niobidi, attribuito a un frontone di un tempio greco, appartiene allo stesso edificio di culto dal quale proviene l'Amazzonomachia del Tempio di Apollo Sosiano a Roma, i Niobidi andrebbero riferiti al programma decorativo degli horti sul Quirinale, in età augustea e impiegati dal nipote dello storico Sallustio. In breve, anche l'Amazzone inginocchiata, parte di una decorazione arcaica (scoperta tra via Boncompagni e via Quintino Sella), e i fregi a girali di acanto (parte di un gruppo scultoreo) potrebbero essere attribuiti alla decorazione degli Horti Sallustiani ed essere datati all'inizio del Principato, quando era vivo l'interesse per la scultura greca. I magnifici fregi a girali di acanto, conservati nei Musei Capitolini, sono l'espressione di un muovo modo di concepire la natura degli artisti della prima età augustea; le stesse formule geometriche si ritrovano nella monumentale composizione dell'Ara Pacis, un tipo di decorazione dal preciso significato ideologico, connesso alla Pax Romana, instaurata da Augusto.
Come è stato sottolineato, anche il gruppo dei Niobidi rientrerebbe nell'ambito del programma decorativo sallustiano, e più precisamente, nel colto disegno che Augusto si proponeva di attuare nell'opera di rinnovamento di Roma. Sallustio, da grande cortigiano, forse intendeva testimoniare, nella sua dimora sul Quirinale, il suo omaggio personale nei confronti del Princeps.

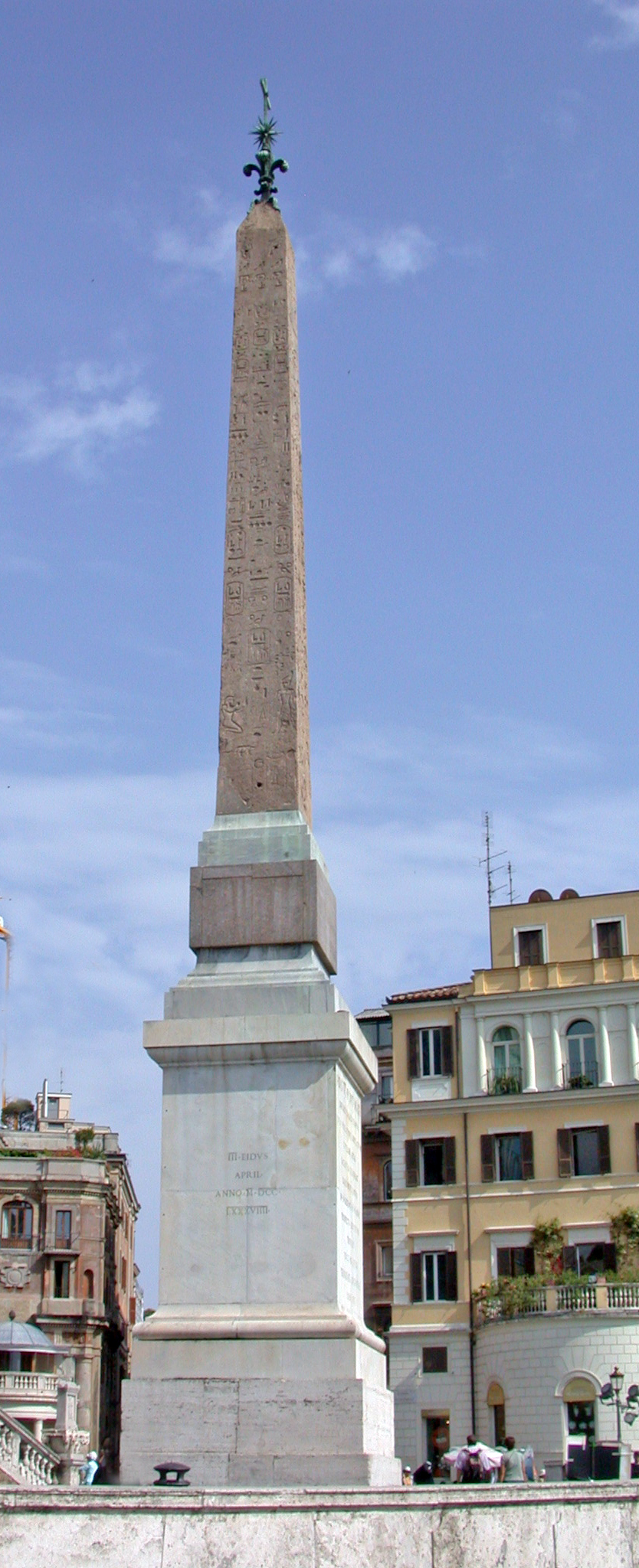
L'Obelisco Sallustiano, situato ora in piazza Trinità dei Monti
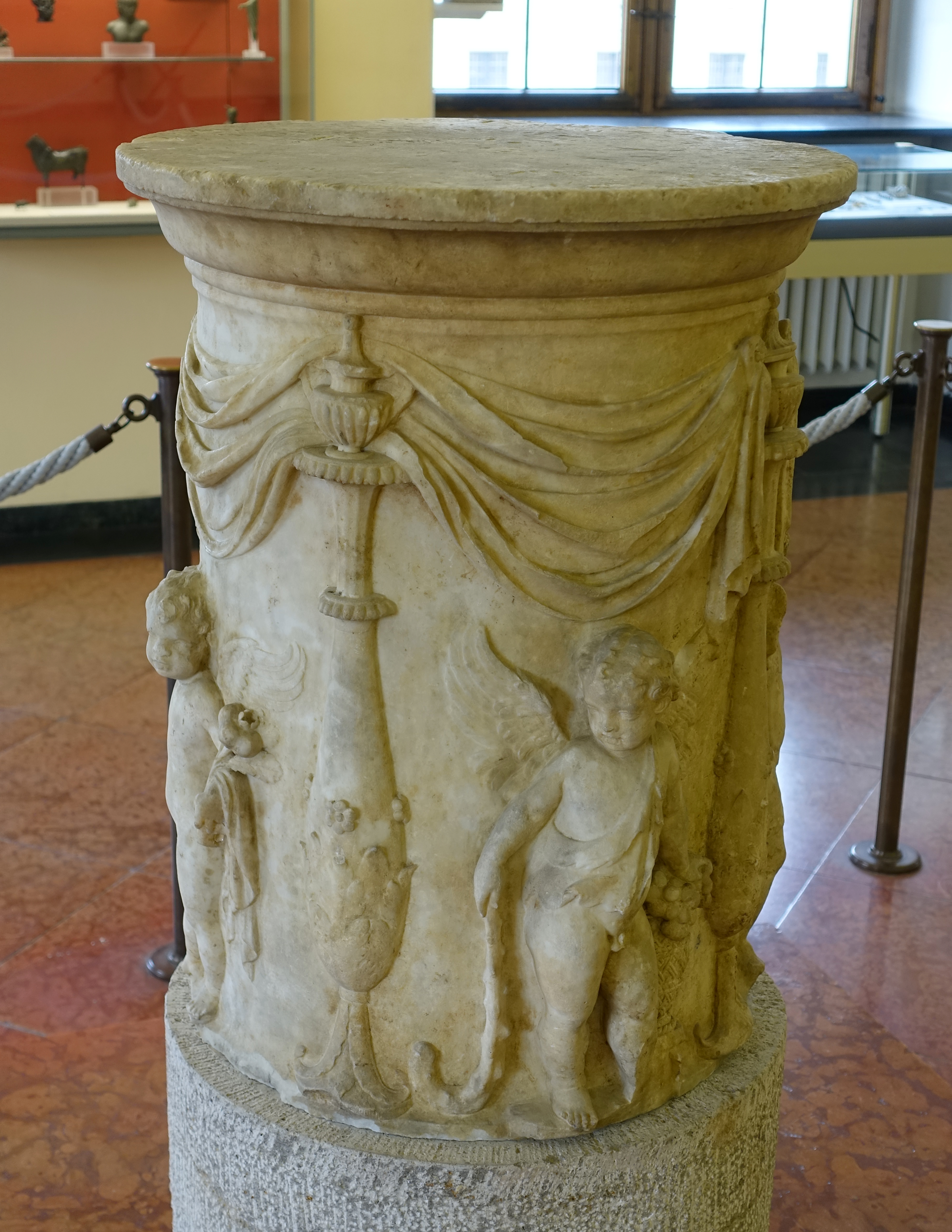
Altare rotondo con quattro Geni delle Stagioni, Martin von Wagner Museum - Würzburg
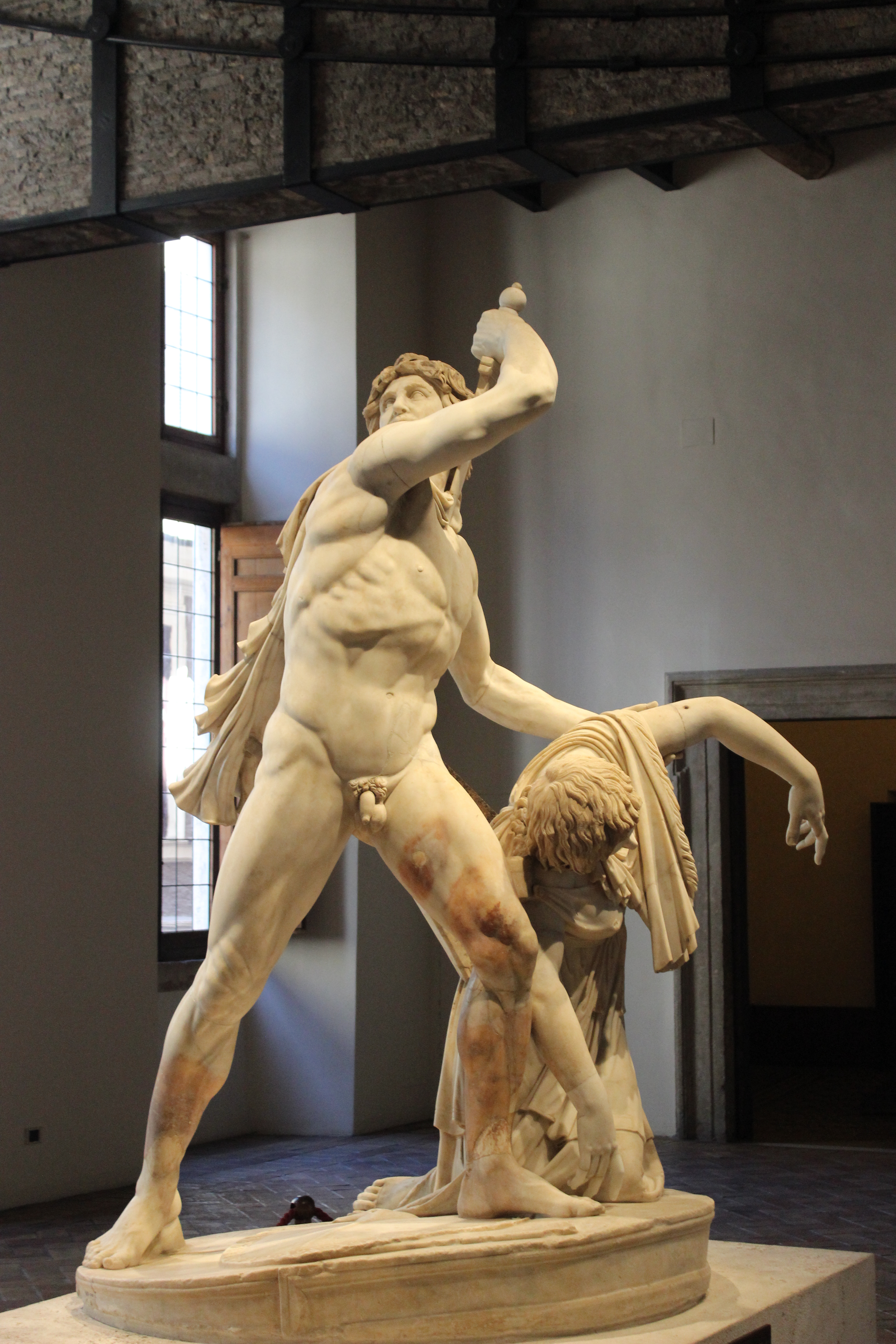
Galata Ludovisi
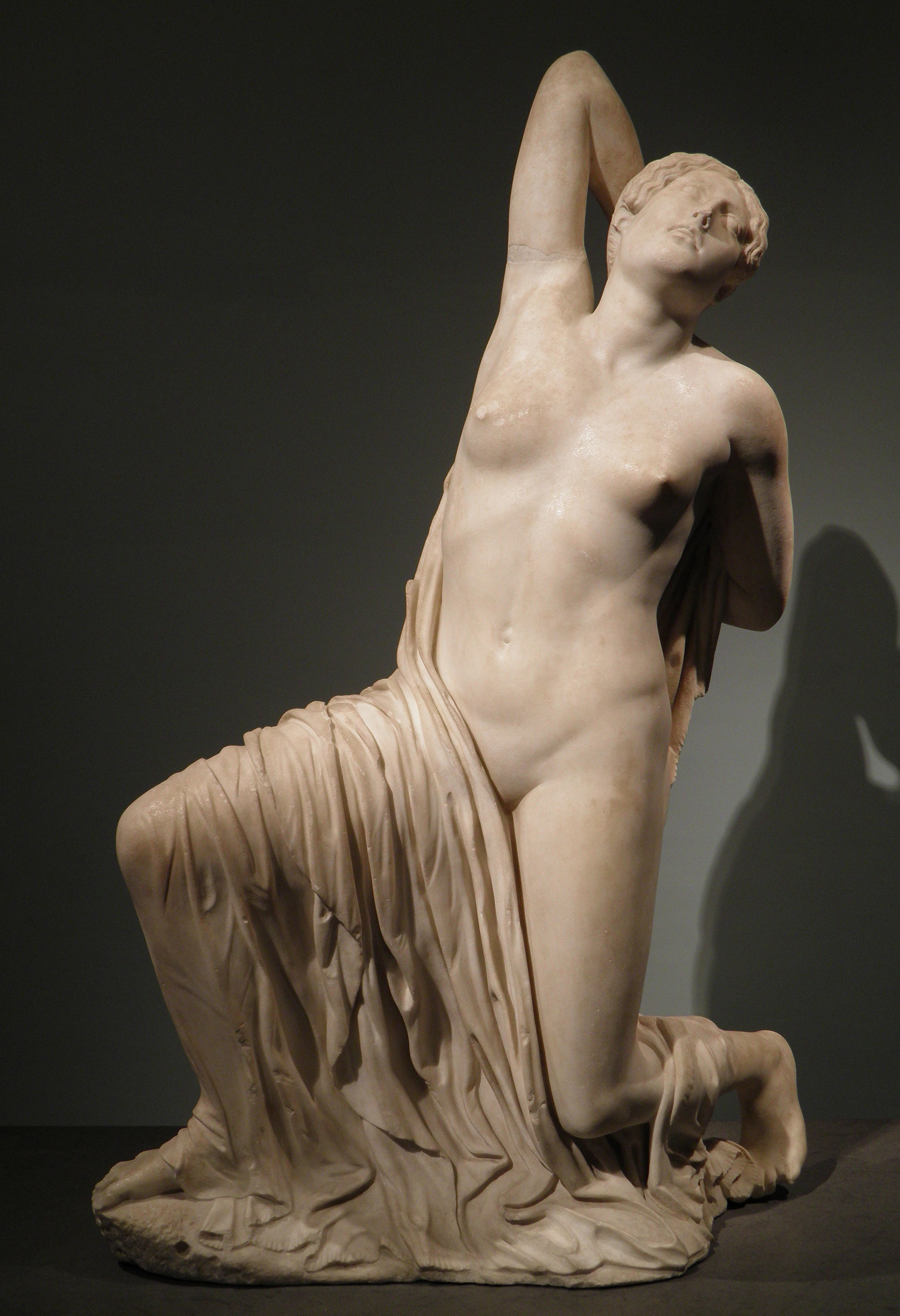
Niobide degli Horti Sallustiani